# معرض رعاية الأطفال

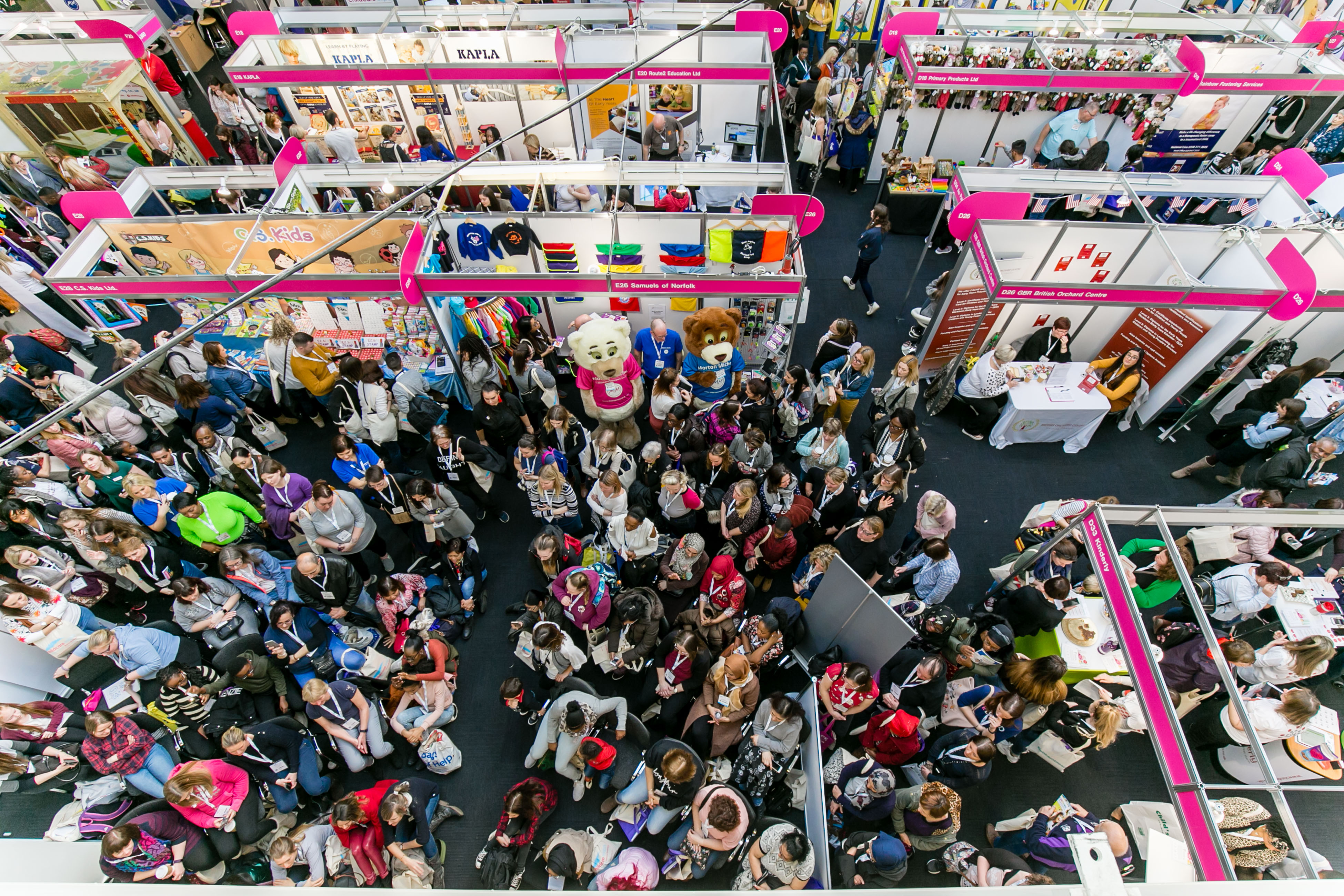

 معرض رعاية الأطفال   هو معرض وطني في بريطانيا للأطفال يحدث سنويا في شهر سبتمبر ويقام في ملعب ريكو في كوفنتري . من خلال هذا المعرض يتم تجميع منتجات خاصة بالأطفال وكذلك يتم تزود الزوار بالنصائح والمعلومات المتعلقة بتغييرات الصناعة المختصة بمستلزمات الأطفال.
تأسس معرض رعاية الأطفال في عام 2010 ولم يجتذب فقط المندوبين من جميع أنحاء المملكة المتحدة ولكن أيضًا من أيرلندا والأردن ودبي وأستراليا.  استضاف المعرض الأول أكثر من 90 عارضا وافتتحته الدكتورة روزماري ليونارد . تراوح العارضون من شركات البرمجيات إلى متخصصين في الألعاب. كما يتضمن المعرض مجموعة متنوعة من الندوات التعليمية لمساعدة أصحاب الحضانات والمديرين ورواد الأطفال على تطوير أعمالهم.